# Festival du film de Gramado
Le Festival du cinéma brésilien et latino-américain de Gramado (Festival de Gramado en portugais) est un festival de cinéma latino-américain du Brésil. Il se déroule chaque année depuis 1973 au mois d'août au Palais des Festivals de Gramado, avec la participation de la Marie Municipal de Gramado, compagnie journalistique Caldas Junior, Embrafilme, Fundation Nacional de Arte et les Secrétariat de Tourisme, Éducation et Culture. Les prix décernés sont les Kikitos.

## Histoire
Le Festival de Gramado fut créé en 1969 mais ne fut officialisé qu'en janvier 1973 par l'Institut national du cinéma (INC) du Brésil, pour représenter le cinéma national. La première édition eut lieu du 10 au 14 janvier 1973. En 1980, il fut étendu pour représenter également le cinéma latino-américain. À partir des années 1990, la date se stabilise autour du mois d'août, après avoir alterné entre l'été et l'automne.
L'objectif principal du festival est d' être une scène de débat et de rencontre pour les acteurs, réalisateurs, étudiants, chercheurs du cinéma, presse et le grand public. Jusqu’à la dernière édition, le curateur du festival a été realisé par Eva Piwowarski, Marcos Santuario et Rubens Ewald Filho. Les 4 secteurs de prémiation sont Films brésiliens de longue-métrage; courte-métrage; courte-métrage gaúcha; et films étrangers de longue-métrage.